# Junkers J 2
Pour les articles homonymes, voir J 2.
Le Junkers J2 est un avion de chasse néerlandais de la première guerre mondiale, conçu par Junkers. Avion monoplace tout en métal, héritier annoncé du Junkers J 1, ses performances médiocres ne sont pas compatibles avec les exigences militaire de l'époque et son développement est arrêté, après seulement six modèles produits.

## Conception
Le Junkers J2 était le successeur direct du Junkers J 1 et conçu selon les mêmes principes de base, la principale étant sa conception intégralement métallique. C'est un Chasseur monoplace, doté d'une aile cantilever, composée de profils épais permettant de se passer de fils de renfort externes, réduisant ainsi la résistance à l'air. D’abord équipé d'un moteur Mercedes D.II de 88 kW (120 cv), les premiers essais en vol du prototype (numéro de construction E250/16) eurent lieu début 1916. Ce premier modèle répond aux attentes en termes de vitesse ascensionnelle et de charge utile, mais pas en terme d'autonomie et de manœuvrabilité. De plus le moteur se révéla être inadapté car lors de figures acrobatiques, l'alimentation en carburant s'interrompait.
Vers le milieu de l'année 1916, une seconde version de l'avion est conçu, avec un nouveau moteur Mercedes D.III de 118 kW (160 cv) et une envergure légèrement supérieure (passant de 11,00 m à 11,70 m). La nouvelle version s'avère n'être que légèrement plus performante, avec une vitesse maximale passant de 145 km/h à 185 km/h. Mais cette nouvelle motorisation alourdi l'avion, dont le poids passe à 1 185 kg, au détriment de la charge utile, amputée de 100 kg, de la manœuvrabilité et de la vitesse ascensionnelle. Si ce poids élevé s'explique par sa structure en acier, la comparaison avec ses concurrents en bois et toile comme l'Albatros D.I est très défavorable en terme de rapport poids/puissance.
Le 23 septembre 1916 le pilote Max Schade effectue des essais à basse altitude (environ 300 m) à bord de l'avion E251/16, le premier des avions re-motorisé, quand il s'écrase et se tue suite à un décrochage au-dessus de la ville de Dessau,. Cet accident met un terme au développement de l'avion, produit en tout à six exemplaires (numéros de construction E250/16 à E255/16). Mais même s'il ne fut jamais opérationnel, comme le J1 le J2 a été une étape dans le développement d'avion de chasse entièrement métallique, notamment le Junkers J 9, premier chasseur métallique opérationnel.

Le comportement en cabrage excessif (décrochage) était trop difficile à maîtriser même pour un pilote d'essai expérimenté. 
En outre, avec ses 1 185 kg, il était aussi trop lourd de sorte que sa manœuvrabilité et sa vitesse ascensionnelle étaient incompatibles avec les performances exigées d'un chasseur. Ceci provoqua la fin du développement. Sa vitesse maximale de  était par contre relativement bonne. Le premier exemplaire avait une envergure de   et les cinq suivants  de .